# Luka nad Jihlavou
Luka nad Jihlavou (en allemand : Wiese an der Igel) est un bourg (městys) du district de Jihlava, dans la région de Vysočina, en Tchéquie. Sa population s'élevait à 3 130 habitants en 2024.

## Géographie
Luka nad Jihlavou est arrosée par la Jihlava, un affluent de la Svratka, et se trouve à 9 km à l'est-sud-est de Jihlava et à 120 km au sud-est de Prague.
La commune est limitée par Kozlov et Vysoké Studnice au nord, par Bítovčice à l'est, par Brtnice au sud, par Puklice au sud-ouest et par Velký Beranov au nord-ouest.

## Histoire
La localité apparaît pour la première fois dans un document écrit en 1378 sous le nom de Petra de Luca.

## Administration
La commune se compose de quatre sections :
- Luka nad Jihlavou
- Otín
- Předboř
- Svatoslav

## Transports
Par la route, Luka nad Jihlavou se trouve à 11,5 km de Jihlava et à 138 km de Prague.

## Jumelages
Luka nad Jihlavou est jumelée avec :
- Forst (Allemagne)
- Komárovce (Slovaquie)
- Reutigen (Suisse)
- Staicele (Lettonie)
- Storkow (Allemagne)